# Broadway Tower

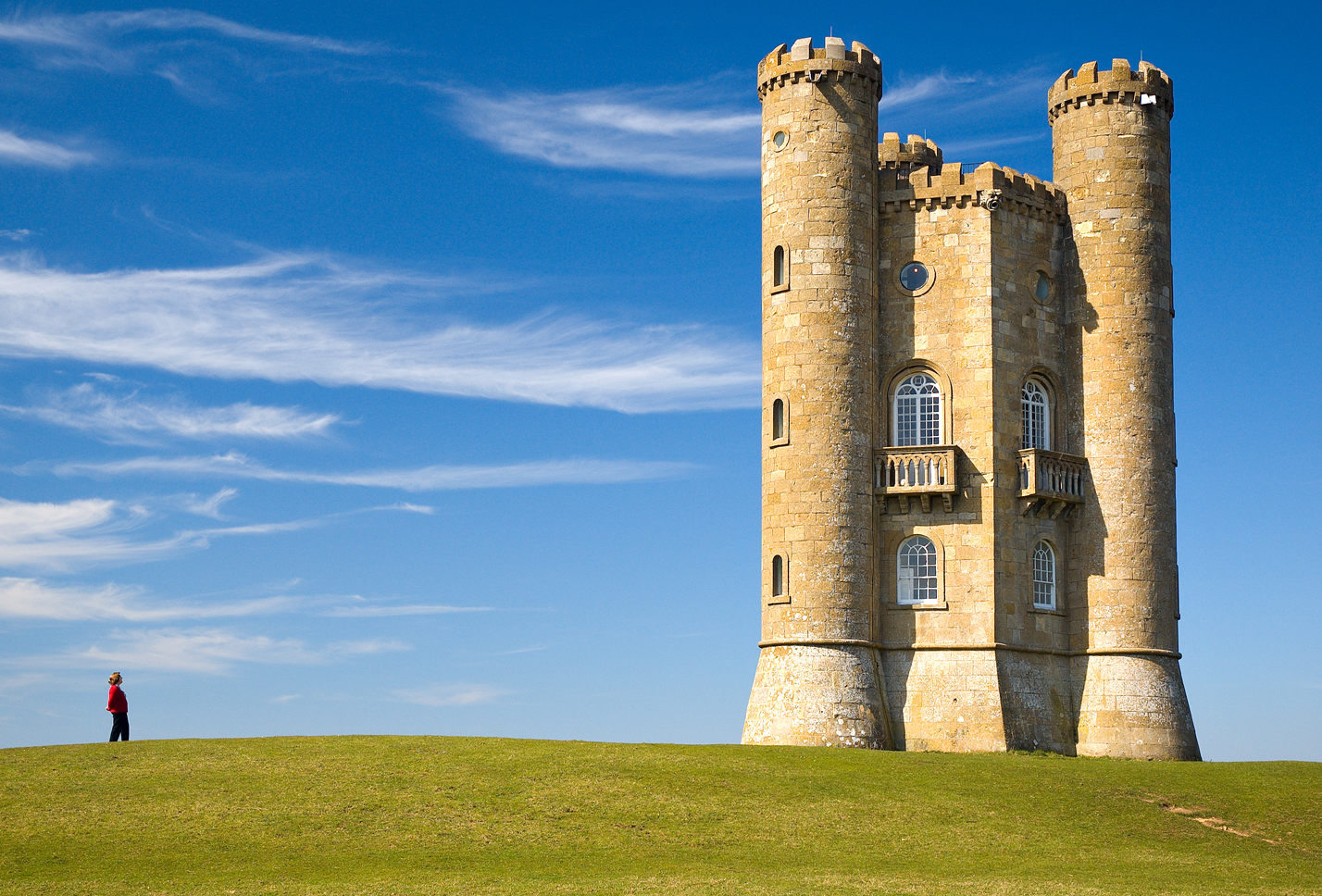
Broadway Tower.

Broadway Tower är en fristående byggnad i det engelska grevskapet Worcestershire på en platå 312 meter över havet. Tornet byggdes 1797 efter ritningar av James Wyatt. Det är byggnadsminnesmärkt och klassificerats som "Grade II", det vill säga en byggnad av särskilt intresse. 